# Палаццо Боргерини-Росселли дель Турко
Палаццо Боргерини-Росселли дель Турко (итал. Palazzo Borgherini-Rosselli del Turco) — палаццо (дворец), историческое здание в центре Флоренции, столице Тосканы. Памятник архитектуры эпохи итальянского Возрождения. Расположен в центре города, на углу улицы Борго-Санти-Апостоли (Borgo Santi Apostoli) и площади Пьяцца-дель-Лимбо (Рiazza del Limbo).

## История
Около 1507 года Сальви Боргерини поручил архитектору Баччо Д’Аньоло построить здание на участке земли рядом с церковью Санти-Апостоли (Святых Апостолов), примыкающем к части старого кладбища «Лимбо». Дворец, завершённый в 1530 году, имел необычный план из-за особенностей земельного участка. Архитектор не смог создать полагающийся городскому дворцу квадратный или прямоугольный внутренний двор (кортиле) с аркадой по периметру, и он заменил его более простым атриумом.
В 1530 году Маргарита Аччиайоли, супруга Пьерфранческо Боргерини, уставшая от узкого двора, не дававшего ей возможности развести сад, приобрела два дома рядом с дворцом, на углу с Виа дель Фьордализо, принадлежавшие семье Альтовити, чтобы расширить собственный дворец. Пьерфранческо был покровителем искусства, как свидетельствует Джорджо Вазари, он привлёк к украшению дворца выдающихся художников, среди них были Понтормо, Андреа дель Сарто, Франческо Граначчи и Баккьякка (Франческо Убертини).
В 1750 году дворец вместе с садом и другими прилегающими зданиями был продан братьям Джованни Антонио, Стефано и Джироламо Росселли дель Турко. Эта семья позаботилась о реставрации дворца без значительных переделок. Ныне он принадлежит их потомкам, а также является одной из резиденций Европейской школы экономики, которая проводит здесь курсы бакалавриата и магистратуры. В здании также размещается ассоциация «Флорентийцы в мире» (Fiorentini nel Mondo), дидактическая штаб-квартира организации «dell’Arciconfraternita di Parte Guelfa», с 1950 года — пансион (а затем отель) «Alessandra», которым с 1970 года управляет семья Дженнарини.

## Архитектура
Здание представляет собой пример переходного «флорентийско-римского стиля», типичного палаццо с рустовкой на углах и наличниках арочных и прямоугольных окон, сильно выступающим карнизом. Лестница на верхние этажи ведет из атриума и проходит вдоль стены, граничащей с нефом церкви. Небольшая капелла (6,40 х 1,60 м) примыкает к клеристории левого прохода церкви.
На первом этаже находится вестибюль, парадный зал и комнаты, которые хозяева использовали для коммерческой деятельности. Интерьер капеллы украшают монохромные картины с изображением херувимов, а на алтаре установлена деревянная скульптура Мадонны с Младенцем.
Интерьеры были украшены Бенедетто да Ровеццано, другом и сотрудником Баччо д’Аньоло, с которым он также работал над новым порталом церкви Санти-Апостоли. Оба художника, вероятно, создали камин для Палаццо Боргерини.
На крыше здания находится открытая терраса, однако она, возможно, была построена в более позднее время. На фасаде палаццо, обращённом к Пьяцца-дель-Лимбо, укреплены рельефы, мемориальные доски и надписи: монограмма Христа и небольшой портрет в профиль, барельеф, изображающий Мадонну с Младенцем, традиционно приписываемый Бенедетто да Майано, и два эпиграфа. На углу здания имеется герб семьи Боргерини.